# Unity Tower
Unity Tower, dawniej biurowiec NOT, potocznie Szkieletor – wieżowiec w Krakowie, w dzielnicy II Grzegórzki, przy ul. Lubomirskiego 20, obok ronda Mogilskiego; najwyższy budynek budowanego kompleksu biurowego Unity Centre. Rozpoczętej w 1975 budowy wysokościowca nie ukończono przez wiele lat i wznowiono 30 marca 2016. Przez ten czas nie był użytkowany (w XXI wieku stanowił jedynie miejsce wywieszania banerów reklamowych). W końcu kwietnia 2020 zakończono prace elewacyjne i przekazano budynek w stanie surowym zamkniętym, a do użytku oddano go w październiku 2020.

## Historia
W 1968 roku ogłoszono projekt na budynek NOT-u, w którym zwyciężyła propozycja przygotowana przez zespół Zdzisława Arcta (w jego skład wchodzili Ewa Dworzak, Ludwik Konior i Krzysztof Leśnodorski). Budowa mierzącego 92 metry wieżowca rozpoczęła się w 1975. Wykonawcą inwestycji była firma Mostostal. 24-piętrowy szkielet powstał w ciągu czterech lat. Na pierwszych dwóch piętrach budynku miała znajdować się sala kongresowa (mieszcząca 500 osób), część gastronomiczna i usługowa. Kondygnacje 3–14 przeznaczono na pomieszczenia administracyjne i szkoleniowe, połączone systemem audiowizualnym z salą konferencyjną; na kondygnacjach 15 i 16 planowano kawiarnię z tarasem widokowym, a na pozostałych piętrach hotel. Przy budynku miał mieścić się też parking podziemny na 154 samochody.
W 1979 budowa została jednak wstrzymana ze względów ekonomicznych. Przez wiele lat, mimo wielu pomysłów i projektów, ten jeden z najwyższych w Krakowie budynków stał niedokończony.
Budynek stanowił inspirację dla licznych opowiadań krakowskiego pisarza Łukasza Orbitowskiego. W 2008 kręcono tu zdjęcia do filmu Deklaracja nieśmiertelności (o wspinaczu Piotrze Korczaku).

### Próby ukończenia budowy
W latach 80. XX wieku pojawił się pomysł, aby niedokończoną konstrukcję zaadaptować na potrzeby mieszkaniowe pracowników nowohuckiego kombinatu. W latach 90. obiektem interesowała się duża sieć hoteli, która chciała dokończyć wieżowiec, jednak z powodu niejasnej sytuacji prawnej gruntu do sprzedaży nie doszło. W 2004 brytyjska firma Medinbrand Limited planowała zburzyć szkielet i postawić na jego miejscu dwa niższe apartamentowce. Również i ta próba zakończyła się fiaskiem.
W sierpniu 2005 budynek wraz z gruntem został ponownie wystawiony na sprzedaż. Po kilku nieudanych przetargach Węglozbyt, dotychczasowy właściciel, sprzedał nieruchomość za 30 milionów złotych powstałej na potrzeby tego przedsięwzięcia spółce celowej Treimorfa Project sp. z o.o., której właścicielem większościowym jest Verity Development sp. z o.o. a mniejszość udziałów w projekcie posiada partner lokalny – GD&K Group. Na dzień 1 kwietnia 2007 wiadomo było, że właściciel budynku zamierza zachować istniejący 24-kondygnacyjny wieżowiec, a także powiększyć go, tworząc wielofunkcyjny kompleks o powierzchni około 65 000 m². Planowano poddać istniejącą konstrukcję gruntownej rewitalizacji i przywrócić ten fragment miasta do życia.
W listopadzie 2007 pojawił się pomysł obudowania Szkieletora kamienną elewacją i podwyższenia obiektu – z 92 metrów do nawet 130. W przebudowie udział miał wziąć zaproszony do współpracy niemiecki architekt Hans Kollhof. Całość miała być gotowa na Euro 2012. 1 lutego 2008 Wojewódzka Rada Konserwatorska wydała ostateczną decyzję braku zgody na podwyższenie budynku, motywując to faktem, że znajduje się on w zabytkowym układzie urbanistycznym.
13 stycznia 2009 wojewódzki konserwator zabytków Jan Janczykowski zgodził się na podwyższenie budynku do wysokości 102,5 metra. W zamierzeniu przebudowa Szkieletora miała się rozpocząć w 2010. W budynku miały powstać apartamenty, hotel i lokale biurowe. Na szczycie miała znaleźć się galeria albo kawiarnia, miejsce dostępne dla wszystkich, którzy będą chcieli z wysokości ponad 100 metrów zobaczyć Kraków i Tatry. W pobliżu Szkieletora miały powstać niższe budynki – do 25 metrów wysokości, w których miałyby się znaleźć mieszkania, hotel, biura, centrum wystawiennicze, miejsce na usługi oraz sklepy – na dużym placu dostępnym dla wszystkich.
Kolejny projekt, przygotowany przez pracownię DDJM, zaprezentowano pod koniec 2011. Zakładał on podwyższenie budynku do 102,5 m (zgodnie z uzyskanym już od wojewódzkiego konserwatora zabytków pozwoleniem) i wzniesienie wokół niego kilku niższych wieżowców. Przebudowany obiekt miałby mieścić biura i hotel, restaurację (na dwóch ostatnich kondygnacjach) i powierzchnię wystawienniczo-koncertową. Początek budowy zaplanowano na początek 2012 r.
12 grudnia 2011 Wojewódzki Sąd Administracyjny w Krakowie uchylił decyzję o warunkach zabudowy dla Szkieletora. Powodem były uchybienia w analizie urbanistycznej – powodowały niezgodność decyzji z zapisami ustawy o planowaniu przestrzennym. Uchylenie skutkowało rozpoczęciem kontroli w Wydziale Architektury UM Krakowa, który wystawił decyzje zawierające elementarne błędy prawne. Kolejnym pomysłem władz miasta było sporządzenie miejscowego planu zagospodarowania, który będzie dopuszczał wnioskowaną wysokość zabudowy.
10 lipca 2013 krakowscy radni uchwalili plan zagospodarowania przestrzennego dla terenu, na którym stoi budynek, co dało szansę na dokończenie budowli. Rozpoczęcie budowy planowano na 2014, a prace miały potrwać ok. 1,5 roku. Wieżowiec miał nazywać się TreiMorfa Tower. W lipcu 2014 budowa wieżowca została wstrzymana przez osoby, których miejsca zamieszkania graniczą z działką niedokończonego budynku, doszło jednak do porozumienia między nimi a inwestorem. Kontynuacja budowy obiektu, ostatecznie nazwanego Unity Centre, rozpoczęła się 30 marca 2016.
W sierpniu 2017 po wykonaniu niezbędnych prac rozbiórkowych zniszczonych żelbetowych stropów z zachowaniem stalowej konstrukcji na generalnego wykonawcę całego kompleksu wybrano firmę Strabag. Kontrakt zawarty został na kwotę 380 mln zł, a przewidywany termin ukończenia budowy ustalono na czerwiec 2019. W maju 2019 pojawiły się jednak informacje, że nastąpiło opóźnienie w przebudowie wieży i nie będzie gotowa w zakładanym terminie. Budynek oddano do użytku w październiku 2020. Budowę zakończono po 45 latach.
| - „Szkieletor” przed ukończeniem budowy - „Szkieletor” (2005) - „Szkieletor” (2005) - „Szkieletor” wykorzystany jako powierzchnia reklamowa (2009) - Unity Centre i Unity Tower (2020) - Widok z Ronda Mogilskiego - Widok od frontu - Widok z lotu ptaka - Widok od tyłu - Unity Tower (2022) - W barwach flagi Ukrainy jako znak solidarności po inwazji rosyjskiej - Plac znajdujący się przed wejściem do budynku |